# زغيرة
جماعة ازغيرة يوجد مقرها بدوار بني ربيعة.قيادة تروال، دائرة وعمالة إقليم وزان، جهة طنجة تطوان.تحد شرقا بإقليم تونات وشمالا بإقليم شفشاون.وصل عدد سكانها خلال سنة 2010 إلى 14.312 نسمة .مساحتها الإجمالية 51 كيلومتر مربع. أهم مورد للدخل لسكان الجماعة هو الفلاحة، لكنه يعاني من تفتت الملكيات ولا يفي بحاجات الساكنة مما يظطرها إلى البحث عن موارد أخرى كممارسة التجارة البسيطة في الأسواق الأسبوعية المحلية أو البحث عن العمل في مزارع القنب الهندي في اكتامة.تعاني الجماعة من هشاشة فظيعة على مختلف المستويات من ماء، كهرباء، خدمات صحية، رياضية، ثقافية، اجتماعية، اقتصادية، سياحية وبنية تحتية.
تضم جماعة ازغيرة ستة وعشرون دوار أكبرها دوار الحناتة والثاني دوار الخربة .
جل الدواوير تعتمد على الفلاحة المعيشية . والتجارة البسيطة في الأسواق .
كما يوجد في الجماعة سوق أسبوعي واحد
* جمعة مولاي بوشتى ازغيرة *  سوق صغير جدا .
لكن الساكنة تعتمد على أسواق القبيلة الكبيرة  ( سوق الثلاثاء بعين دريج ) و( سوق الأحد بتروال )  .
تبعد جماعة ازغيرة عن مدينة وزان بحوالي 60 كلمتر وعن قيادة تروال بحوالي 12 كلمتر وعن عين دريج بحوالي 18 كيلومتر . وعن مدينة جرف الملحة بحوالي 35 كيلومتر وعن قرية بامحمد بحوالي 30 كلمتر  وعن مدينة فاس بحوالي 80 كليومتر  .

## دواوير الجماعة
- دوار بني ربيعة
- دوار برواوة